# Miraj Nameh

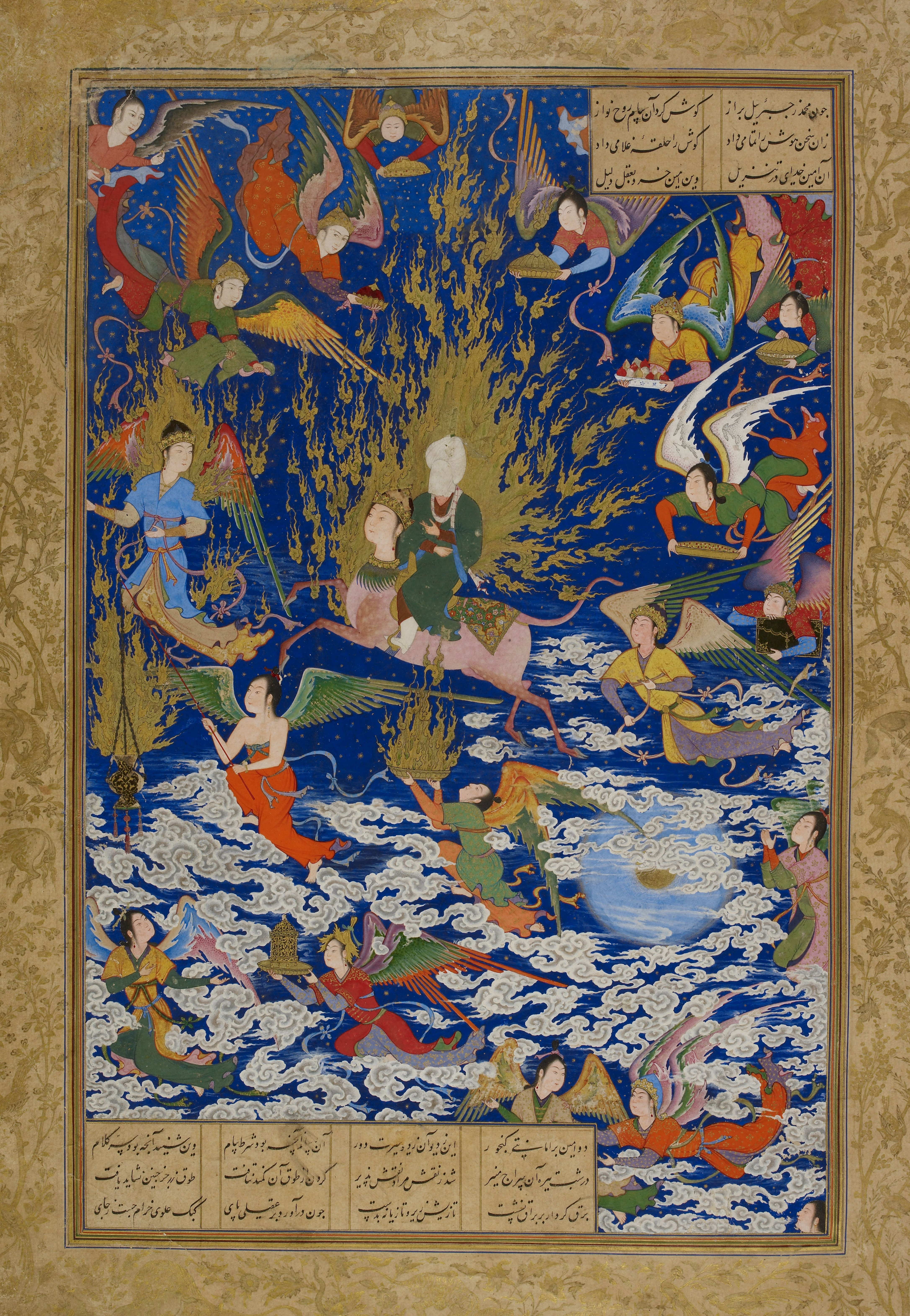
Detalle del libro.

Miraj Nameh (Mirâj Nâmeh), fue un pintor y artista turco del siglo XV. Aunque poco se sabe de su vida y obra, su único libro que ha trascendido hasta el presente, ha motivado gran curiosidad y admiración entre los amantes del arte y la historia, a la vez que indignación y recelo religioso en los seguidores del Islam. [cita requerida]

## Obra
La obra más importante que ha llegado hasta el presente es su libro "El milagroso viaje de 
Mahoma", que narra la ascensión de Mahoma al Cielo y que fue compuesto entre 1436 y 1437 (840 en el calendario islámico).
Inspirado por el primer verso de la Sura XVII, “al-Isra”, del Corán, que cuenta “alabado sea El, que llevó a su criado por la noche de la mezquita sagrada en La Meca al templo más distante de 
Jerusalén, cuyos alrededores bendijimos…”. El “viaje de la noche” aparece como una ascensión durante la cual, el ángel Gabriel llevó a Mahoma de la “mezquita sagrada” en La Meca a “la más distante mezquita” en Jerusalén, y de allí al Séptimo Cielo, donde recibieron al fundador del Islam en la contemplación extática de la esencia divina. En los primeros siglos de la Hégira, este relato llevó a la creación de otros cuentos árabes populares y de ahí, tras progresos teológicos, místicos y literarios, fueron integrados gradualmente en la creencia escatológica musulmana. 
Compuesto por el poeta Mir Haydar, con caligrafía por Malik Bakhshi de Herat, escrito en turco del este y anotado en escritura Uighur, este manuscrito se adorna con sesenta y una ilustraciones de Miraj Nameh. Estas pinturas presentan ante nuestros ojos, entre la maravilla o la 
angustia, los pasos que marcaron el viaje milagroso de Mahoma, primero por las regiones celestiales tejidas con oro y azul y pobladas con ángeles de alas multicolores, y después en el mundo infernal de sombras, frecuentado por los demonios que torturan y maldicen. 
Esta obra maestra entre los manuscritos ilustrados del Islam, fue creada en el siglo XV en los talleres de manuscritos sagrados de Herat en Khorasan, a petición del Sha Rukh, el hijo y sucesor de Tamerlán. Posteriormente, fue comprada en 1673 en Constantinopla, por el famoso traductor de Las mil y una noches, Antonie Galland (1646-1715). Llevado a Francia, el libro fue alojado en la biblioteca de Colbert. Ahora, el manuscrito está protegido en la Biblioteca Nacional Francesa, clasificado entre los "Suplementos turcos" con el número 190.

## Prohibición de su obra
A pesar de su importancia, su obra ha caído en el malditismo, la persecución y la prohibición, debido a que, en su libro, hace representaciones físicas de personas sagradas para el islam, tanto con apariencia humana como metafórica en objetos, algo que es tabú en esa religión. El problema afectó y afecta a otros artistas medievales islámicos. Debido a todo esto, en la actualidad es un autor casi desconocido.

## Influencias de Occidente
Se han percibido similitudes en las ilustraciones del manuscrito de Nameh con las imágenes de La Divina Comedia de Dante Alighieri, especulándose que pudo inspirarse el autor turco en ella, especialmente en el capítulo infierno, para componer algunos dibujos del libro.